# پرادانس د اخدا
پرادانس د اخدا (به اسپانیایی: Prádanos de Ojeda) یک شهرستان در اسپانیا است که در استان پالنسیا واقع شده‌است.

## خصوصیات
پرادانس د اخدا ۲۱ کیلومترمربع مساحت و ۲۱۸ نفر جمعیت دارد.